# Język nimadi
Język nimadi, nimari – język należący do grupy centralnej języków indoaryjskich, używany w stanach Madhya Pradesh i Uttar Pradesh w północnych Indiach. Wchodzi w skład makrojęzyka radżastani; jest blisko spokrewniony z językami malwi i hindi.